# Владислав Шевченко
Шевченко Владислав Олександрович -  (нар. 30 липня 1995, Липовець, Вінницька область) — український блогер, сценарист та актор. 

## Життя і кар'єра
Народився 30 липня 1995 року в м. Липовець на Вінничині. 2012 року закінчив Липовецький ліцей №1 ім. В. Липківського. У 2012—2017 навчався у Вінницькому національному технічному університеті за спеціальністю "Будівництво та цивільна інженерія". 
З 2014 року Владислав брав участь у гумористичному проєкті «Ліга Сміху» у складі команди «Моя Провінція», що представляла Вінницький національний аграрний університет; він був капітаном команди. У 2016 році команда дійшла до 1/8 фіналу регіонального сезону (Вінницька Ліга Сміху), у 2017 році — до фіналу, а у 2019 році здобула чемпіонство регіонального сезону разом із командою «Наш Формат», що дало їм змогу виступити у телевізійній версії шоу. У телевізійному 5-му сезоні (2019), під керівництвом тренера Юрія Ткача, команда пройшла до 4-го етапу (батлу), але не потрапила до півфіналу. У 8-му сезоні (2021), з тренером Машою Єфросиніною, команда дійшла до півфіналу.
Паралельно з гумористичною діяльністю, з 2012 до лютого 2022 року Владислав займався проведенням святкових заходів 
З 2022 року основною діяльністю Владислава Шевченка стало створення відеоконтенту для соціальних мереж . Також разом із командою він займається виробництвом відеоконтенту для бізнесів.
У 2024 році розпочав розробку власних навчальних продуктів, присвячених створенню відеоконтенту.